# Букволтер, Брент
Брент Букволтер (англ. Brent Bookwalter, род. 16 февраля 1984 в Альбукерке, США) — американский профессиональный велогонщик, c 2019 года выступающий за команду мирового тура «Mitchelton-Scott». Чемпион США 2006 года среди андеров в индивидуальной гонке.

## Достижения
2006
Чемпионат США
1-й  Индивидуальная гонка U23
2009
Тур Юты
1-й Пролог
2010
1-й Fall Tour Invitational
2011
Чемпионат США
4-й Индивидуальная гонка
2012
Чемпионат США
3-й  Индивидуальная гонка
2013
2-й Тур Катара
1-й этап
2-й этап (КГ)
Чемпионат США
2-й  Индивидуальная гонка
2-й  Групповая гонка
2-й Тур Альберты
2014
Джиро дель Трентино
1-й этап (КГ)
2015
2-й Про Сайклинг Челлендж США
2-й этап
3-й Тур Юты
 Спринтерская классификация
4-й Тур Австрии
2016
3-й Тур Калифорнии
2017
Вуэльта Каталонии
2-й этап (КГ)
Чемпионат США
2-й  Индивидуальная гонка
4-й Тур Калифорнии
4-й Тур Йоркшира
5-й Тур Юты
2-й этап
2018
Вуэльта Валенсии
3-й этап (КГ)
Чемпионат США
3-й  Индивидуальная гонка
4-й Тур Юты

## Статистика выступлений

### Национальный чемпионат
| Соревнование  | Соревнование | 2010 | 2011 | 2012 | 2013 | 2014 | 2015 | 2016 | 2017 | 2018 |
| ------------- | ------------ | ---- | ---- | ---- | ---- | ---- | ---- | ---- | ---- | ---- |
| Чемпионат США | ГГ           | 14   | 9    | 28   | 2    | —    | —    | 12   | 6    | 7    |
| Чемпионат США | ИГ           | —    | 4    | 3    | 2    | —    | —    | 4    | 2    | 3    |

### Гранд-туры
| Гонка           | 2010 | 2011 | 2012 | 2013 | 2014 | 2015 | 2016 | 2017 | 2018 |
| --------------- | ---- | ---- | ---- | ---- | ---- | ---- | ---- | ---- | ---- |
| Джиро д'Италия  | 95   | —    | —    | —    | 68   | 66   | —    | —    | —    |
| Тур де Франс    | 147  | 114  | —    | 91   | —    | —    | 117  | —    | —    |
| Вуэльта Испании | —    | —    | 78   | —    | —    | —    | —    | —    | 66   |

| — | Не участвовал |